# Liye (köpinghuvudort i Kina, Hunan Sheng, lat 28,79, long 109,29)
Liye (kinesiska: 里耶, 里耶镇) är en köpinghuvudort i Kina. Den ligger i provinsen Hunan, i den södra delen av landet, omkring 370 kilometer väster om provinshuvudstaden Changsha. Antalet invånare är 29 535. Befolkningen består av 14 472 kvinnor och 15 063 män. Barn under 15 år utgör 21,0 %, vuxna 15-64 år 69 %, och äldre över 65 år 8,0 %.
Runt Liye är det ganska tätbefolkat, med 139 invånare per kvadratkilometer. Liye är det största samhället i trakten. I omgivningarna runt Liye växer huvudsakligen savannskog.
Genomsnittlig årsnederbörd är 1 705 millimeter. Den regnigaste månaden är maj, med i genomsnitt 293 mm nederbörd, och den torraste är december, med 26 mm nederbörd.